# أونا كارتر
أونا كارتر (بالإنجليزية: Una Isabel Carter)‏ هي كاتِبة نيوزيلندية، ولدت في 20 أغسطس 1890، وتوفيت في 14 أكتوبر 1954 في لندن في المملكة المتحدة.